# 碩翁科羅巴遜敗哈達兵
「碩翁科羅巴遜敗哈達兵」は、建州女直酋長ヌルハチ (後の清太祖) の武将アンバ･フィヤングらが、属領・瑚濟フジ寨を掠奪したハダ兵を破った戦役。

## 経緯

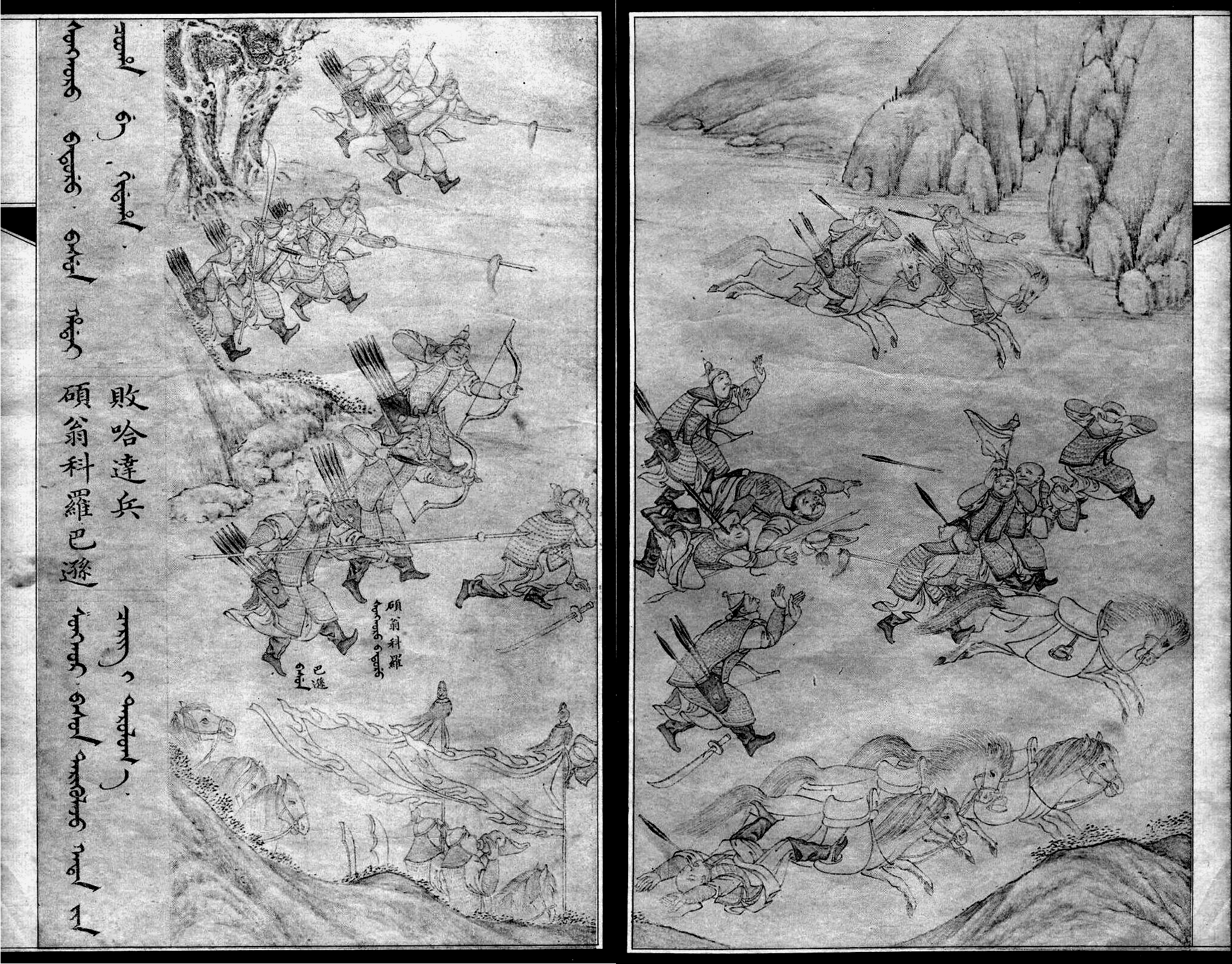
左：アンバ･フィヤング^{右}とバスン^{左}/ 右：ハダ兵 (『滿洲實錄』巻1「碩翁科羅巴遜敗哈達兵」)

### 背景
建州女直のヌルハチ一族と初代ハダ国主ワン･ハンとは姻戚関係にあり、ヌルハチ三番目の伯父ソオチャンガの次子・武泰の妻はワン･ハンの娘で、ヌルハチ継母 (父タクシの継妻) はワン･ハンの養族女であったが、ヌルハチは実母ヒタラ氏を失った後、継母ハダ･ナラ氏の冷遇を受け、分家独立した。
当時のワン･ハンは建州右衛の豪傑・王杲を捕えるなどの働きにより、明朝の信用と後ろ盾を得て、海西女直 (ハダ・イェヘ・ホイファ・ウラ) 全体に絶大な影響力をもっていたが、老いとともに宿敵イェヘに圧され、明万暦10年1582旧暦7月に憤死した。

### 顛末
翌11年1583旧暦8月にヌルハチが撒爾湖サルフ城主・諾米納ノミナと弟・柰喀達ナイカダの討伐を果した頃、康嘉カンギャ・綽奇塔チョキタ・覺善ギョシャンら (いづれも大叔父ボオシの子) は、ハダ国主ベイレとなったフルガンを唆して出兵させ、さらに渾河フネヘ部の兆佳ジョォギャ城主・李岱リダイを先導につけ、ヌルハチ属領の一つ、瑚濟フジ寨ガシャンを掠奪させた。
フジ寨から撤収したハダ兵らは、帰還の途上で掠奪した人畜の分配を始めた。この時、ションコロ･バトゥルことギョルチャ氏アンバ･フィヤングが巴遜バスンとともに兵12人を連れて追撃し、追いついたところで急襲をかけた。ハダ兵らは慌てふためき、獲物を置き去りにして遁走した。アンバ･フィヤングらはハダ兵40人を斬伐し、掠奪された人畜を奪回して帰還した。

### 帕海受難
翌9月、何者かが夜闇に紛れてヌルハチ住居に闖入しようと、木柵を壊しにかかったところ、湯古哈タングハという犬が亢奮して吠えた。異常を察したヌルハチは長女と二子を櫃の下に匿い、刀を掴んで怒鳴った。
```
外に至れるは誰か。既に至れば、何ぞ入らざらむ。爾入らざらば、我即ち出でむ。爾能く我が鋒に嬰れむや。
```

(そちらが入って来ぬなら、こちらが出てやろう。果して刃を交えるに足るほどの者かどうか。) 言い終わるや、ヌルハチは刀の柄で連子窓を叩いて音を出し、窓から出ようとしていると敵に思わせた上で、出し抜けに戸から飛び出した。策略にひっかかった敵はヌルハチの姿をみるや驚いて逃げ去ったが、窓下で寝ていたヌルハチの手下・帕海パハイが敵の凶刃に遭い、寝首を掻かれ殺されていた。

## 脚註

### 典拠
1. ↑  “ᠵᠣᠣᡤᡳᠶᠠ joogiya”. 满汉大辞典. 遼寧民族出版社. p. 876. "[名]〈地〉兆佳 (明代浑河部女真人的聚居地，今辽宁省新宾满族自治县下营子赵家村附近)。"
2. 1 2  “癸未歲萬曆11年1583 8月1日段278”. 太祖高皇帝實錄. 1
3. 1 2 3 4  “諸部世系／滿洲國／癸未歲萬曆11年1583 6月段21”. 滿洲實錄. 1
4. 1 2  “癸未歲萬曆11年1583 9月1日段280”. 太祖高皇帝實錄. 1

### 註釈
1. ↑  註釈：現遼寧省撫順市新賓満族自治県平頂山鎮?趙家村近辺。
2. ↑  註釈：アンバ･フィヤングはハダ兵が掠奪したフジ寨の出身。
3. ↑  註釈：『滿洲實錄』『太祖高皇帝實錄』ともに原文では「賊」としていて、闖入者の素性についてはわからないが、『太祖高皇帝實錄』が6月の德世庫、劉闡、索長阿、寶實の子孫らによるヌルハチへの夜襲をあくまでも時系列に組み込んで叙述しているのに対し、『滿洲實錄』は8月のハダ兵との交戦と、9月の「賊」の夜襲との間において、この二つの犯人が同一人物あるいは派閥の者であることを匂わせる書き方をしている。なお、成立時期が早いのは『太祖高皇帝實錄』で、『滿洲實錄』は乾隆年間に編纂されたと言われる。
4. ↑  『愛新覺羅宗譜』に拠れば、ヌルハチの子女は一人目が1578年生の東果格格 (封固倫公主)、二人目が1580年生のチュイェン、三人目が1583年生の代善ダイシャン、四人目が1585年生の阿拜アバイなので、夜襲のあった万暦11年15838月に照らして間違いはない。なお、ダイシャンの生年月日は1583年8月19日 (癸未年七月初三日寅時) なので、生後一箇月の時ということになる。

## 参照

### 實錄
＊中央研究院歴史語言研究所
- 編者不詳『滿洲實錄』乾隆46年1781 (漢) 
  - 『ᠮᠠᠨᠵᡠ ᡳ ᠶᠠᡵᡤᡳᠶᠠᠨ ᡴᠣᠣᠯᡳmanju i yargiyan kooli』乾隆46年1781 (満) ＊今西春秋訳版
    - 今西春秋『満和蒙和対訳 満洲実録』刀水書房, 昭和13年1938訳, 1992年刊
- 覚羅氏勒德洪『太祖高皇帝實錄』崇徳元年1636 (漢)

### 史書
- 稻葉岩吉『清朝全史』上巻, 早稲田大学出版部, 大正3年1914
- 趙爾巽『清史稿』清史館, 民国17年1928 (漢) ＊中華書局版
- 孟森『清朝前紀』民国19年1930 (漢) ＊商務印書館版

### Web
- 栗林均「モンゴル諸語と満洲文語の資料検索システム」東北大学
- 「明實錄、朝鮮王朝実録、清實錄資料庫」中央研究院歴史語言研究所 (台湾)